# The Devil Wears Prada
The Devil Wears Prada – amerykański zespół muzyczny wykonujący metalcore należący do nurtu chrześcijańskiego, pochodzący z Dayton w Ohio. Nazwę zaczerpnęła z tytułu powieści Lauren Weisberger Diabeł ubiera się u Prady.

## Muzycy
Obecny skład zespołu
- Jeremy DePoyster – gitara rytmiczna, wokal wspierający (od 2005)
- Mike Hranica – wokal prowadzący (od 2005), gitara (od 2011)
- Andy Trick – gitara basowa (od 2005)

Byli członkowie zespołu
- James Baney – instrumenty klawiszowe (2005–2012)
- Chris Rubey – gitara prowadząca (2005–2015), wokal wspierający (2011–2015)
- Daniel Williams – perkusja (2005–2016)[2]

Muzycy koncertowi
- Jonathan Gering – instrumenty klawiszowe (od 2012)
- Kyle Sipress – gitara prowadząca, wokal wspierający (od 2015)
- Samuel Penner – gitara prowadząca (2013)

## Dyskografia

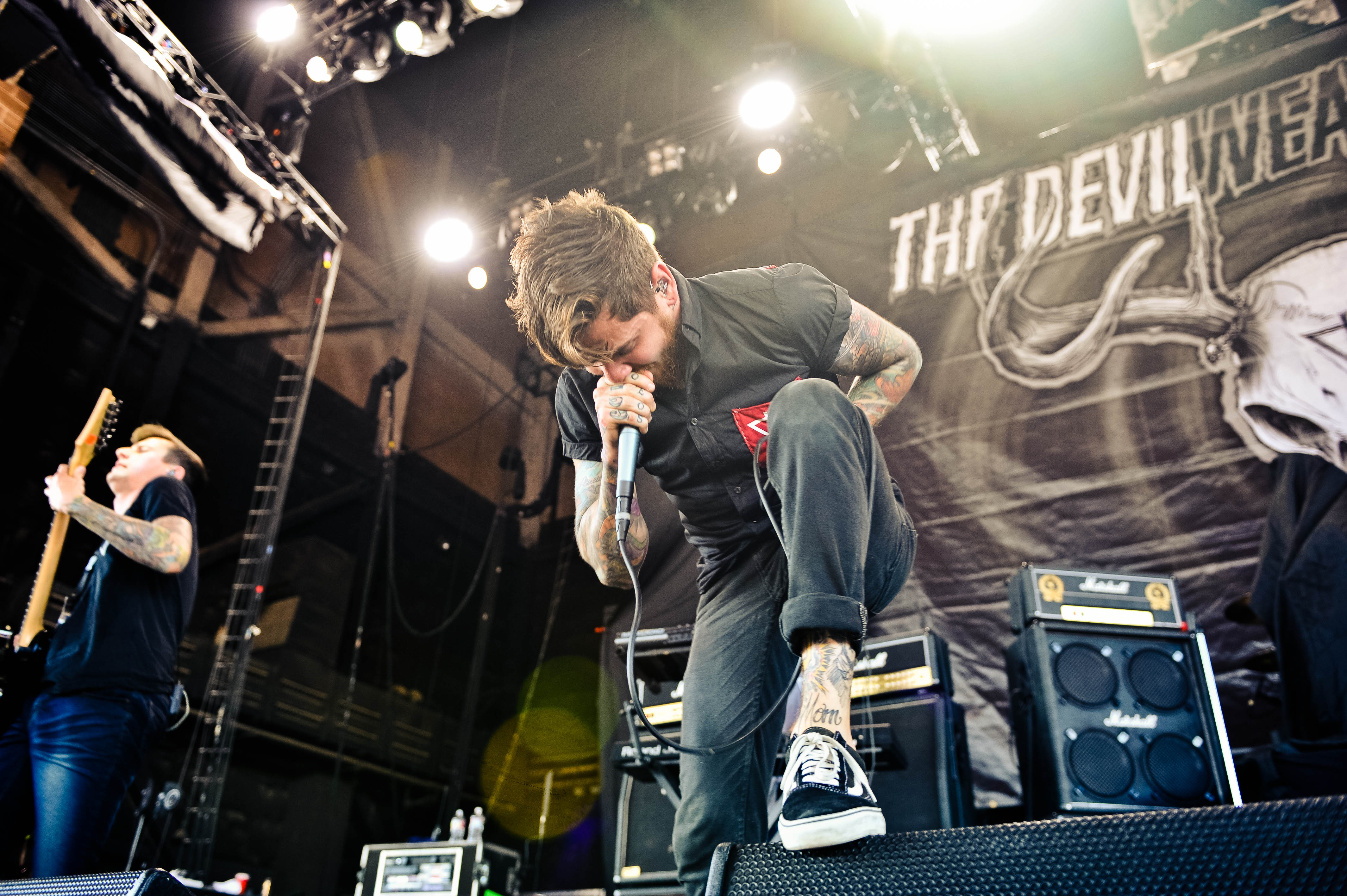
The Devil Wears Prada na Mayhem Festival (2012)

Albumy
| Dear Love: A Beautiful Discord    | - Data: 22 sierpnia 2006 - Wydawca: Rise Records       | —  | —  | —   | —  |                 |
| Plagues                           | - Data: 21 sierpnia 2007 - Wydawca: Rise Records       | 57 | 6  | —   | —  | - USA: 65 tys.+ |
| With Roots Above & Branches Below | - Data: 5 maja 2009 - Wydawca: Ferret Music            | 11 | 1  | —   | —  | - USA: 31 tys.+ |
| Dead Throne                       | - Data: 13 września 2011 - Wydawca: Ferret Music       | 10 | 1  | 166 | 44 | - USA: 32 tys.+ |
| 8:18                              | - Data: 16 września 2013 - Wydawca: Roadrunner Records | 20 | —  | 169 | —  | - USA: 16 tys.+ |
| Transit Blues                     | - Data: 7 października 2016 - Wydawca: Rise Records    | 56 | 13 | —   | —  | - USA: 9 tys.+  |
| "—" album nie był notowany.       |                                                        |    |    |     |    |                 |

EP
| Zombie                      | - Data: 24 sierpnia 2010 - Wydawca: Ferret Music | 10 | 2 | —  | - USA: 24 tys.+ |
| Space                       | - Data: 21 sierpnia 2015 - Wydawca: Rise Records | 32 | 2 | 47 | - USA: 13 tys.+ |
| "—" album nie był notowany. |                                                  |    |   |    |                 |

Albumy koncertowe
| Tytuł        | Dane dot. albumu                                | Pozycja na liście |
| Tytuł        | Dane dot. albumu                                | USA Ind.          |
| ------------ | ----------------------------------------------- | ----------------- |
| Dead & Alive | - Data: 26 czerwca 2012 - Wydawca: Ferret Music | 46                |

## Teledyski
| Tytuł                               | Rok  | Reżyseria                   | Album                               |
| ----------------------------------- | ---- | --------------------------- | ----------------------------------- |
| "Hey John, What's Your Name Again?" | 2007 | —                           | Plagues                             |
| "HTML Rulez D00d"                   | 2008 | —                           | Plagues                             |
| "Danger: Wildman"                   | 2009 | Spence Nicholson            | With Roots Above And Branches Below |
| "Assistant to The Regional Manager" | 2010 | Steve Hoover                | With Roots Above And Branches Below |
| "Born To Lose"                      | 2011 | Drew Russ                   | Dead Throne                         |
| "Mammoth"                           | 2012 | —                           | Dead Throne                         |
| "Vengeance"                         | 2012 | —                           | Dead Throne                         |
| "Martyrs"                           | 2013 | Jeremy DePoyster,Andy Trick | 8:18                                |
| "First Sight"                       | 2013 | Maria Juranic               | 8:18                                |